# Лаптев, Василий Иванович
Васи́лий Ива́нович Ла́птев (27 апреля 1926, Валдай, Сернурский кантон, Марийская автономная область, РСФСР, СССР — 26 июня 2005, Советский, Марий Эл, Россия) — советский деятель сельского хозяйства, зоотехник. Главный зоотехник Управления сельского хозяйства Советского района Марийской АССР (1972—1986). Заслуженный зоотехник РСФСР (1984). Участник Великой Отечественной войны.

## Биография
Родился 27 апреля 1926 года в д. Валдай Сернурского района Марийской АССР в крестьянской семье.
В 1944 году окончил Нартасский сельскохозяйственный техникум.
В сентябре 1944 года призван в Красную армию Мари-Турекским районным военкоматом Марийской АССР. Участник Великой Отечественной войны: артиллерийский разведчик 191 гаубичной артиллерийской бригады 31 артиллерийского полка на 1-м Украинском фронте, ефрейтор. Был ранен. Демобилизовался из армии в 1946 году. Награждён орденами Отечественной войны II степени, Красной Звезды и медалями, в том числе медалью «За отвагу».
В 1961—1971 годах — главный зоотехник совхоза «Советский» Советского района Марийской АССР. В 1970 году заочно окончил Казанский ветеринарный институт. В 1972—1986 годах — главный зоотехник Управления сельского хозяйства Советского района МАССР.
За вклад в развитие сельского хозяйства в 1984 году ему присвоено почётное звание «Заслуженный зоотехник РСФСР». Награждён орденом Дружбы народов и медалями.
Скончался 26 июня 2005 года в п. Советский Марий Эл.

## Звания и награды

### Трудовые
- Заслуженный зоотехник РСФСР (1984)[2][3]
- Заслуженный зоотехник Марийской АССР (1979)[2][3]
- Орден Дружбы народов (1986)[2][3]
- Медаль «За доблестный труд. В ознаменование 100-летия со дня рождения Владимира Ильича Ленина» (1970)

### Боевые
- Орден Отечественной войны II степени (06.04.1985)[5]
- Орден Красной Звезды (14.05.1945)[4]
- Медаль «За отвагу» (04.03.1945)[4]

## Память
- Отдельные фотографии и документы из личного архива заслуженного зоотехника РСФСР и ветерана Великой Отечественной войны В. И. Лаптева хранятся в Советском районном краеведческом музее имени Э. М. Иванова[6][7].